# Derywat pogodowy
Derywat pogodowy – instrument pochodny używany przez inwestorów do redukcji ryzyka związanego z nieoczekiwanymi zmianami czynników pogodowych. Różnica pomiędzy derywatami pogodowymi a pozostałymi opartymi na cenach akcji lub wartości indeksu jest taka, że nie można jednoznacznie wycenić takiego instrumentu.
Rolnicy mogą używać instrumentów pochodnych opartych na czynnikach pogodowych do zabezpieczania się przed suszą lub przymrozkami, parki rozrywki przeciwko deszczowym weekendom w czasie sezonu.